# Кинематограф Кыргызстана
Кинематограф Кыргызстана — киноискусство и кинопромышленность Республики Кыргызстана. Основой её является студия «Киргизфильм». За всю историю кинематографа было снято более 500 фильмов.

## История
Первый кинотеатр на территории современного Кыргызстана принадлежал предприятию «Братья Пате и Компания» в Бишкеке.

### В советское время
Днём рождения киргизского кино считается 17 ноября 1941 года, когда был подписан указ о создании «Фрунзенской студии кинохроники», позже переименованной в студию «Кыргызфильм». Первый киргизский цветной фильм был снят в 1955 году и назывался «Салтанат».
Признанными мастерами киргизской киноклассики являются актёры Муратбек Рыскулов, Болот Бейшеналиев, Таттыбуу Турсунбаева, Суйменкул Чокморов, Журахон Рахмонов, режиссёры Толомуш Океев, Геннадий Базаров, Болот Шамшиев и Альгимантис Видугирис. Благодаря произведениям мастеров кинематографа в 70-е годы возникло «киргизское чудо».
Фондом развития кинематографа совместно с Киностудией «Кыргызфильм» им. Т. Океева составлена киноколлекция «Кыргызское чудо» с десятью фильмами:
- «Зной» (1962), режиссёр Лариса Шепитько
- «Трудная переправа» (1964), режиссёр Мелис Убукеев
- «Первый учитель» (1965), режиссёр Андрей Кончаловский
- «Небо нашего детства» (1966), режиссёр Толомуш Океев
- «Материнское поле» (1967), режиссёр Геннадий Базаров
- «Выстрел на перевале Караш» (1968), режиссёр Болот Шамшиев
- «Засада» (1969), режиссёр Геннадий Базаров
- «Улица» (1972), режиссёр Геннадий Базаров
- «Белый пароход» (1975), режиссёр Болот Шамшиев
- «Красное яблоко» (1975), режиссёр Толомуш Океев
- «Мужчины без женщин» (1981), режиссёр Альгимантас Видугирис

### После распада СССР
В советское время на киностудии «Киргизфильм» снималось около трёх фильмов в год. Действовало 300 кинотеатров. С 1988 года кинофикация и киностудия начали распадаться. За семь лет сняли только один фильм «Облако». Сейчас действует 50 кинотеатров. В 2012 году в работе находятся четыре фильма, снимаемых на государственные средства, 10 фильмов — на частные и 20 документальных фильмов. Многие картины последних лет достигли кассовости: «Бишкек, я люблю тебя», «Клетка колибри», «Как выйти замуж за Гу Джун Пе». Учреждены музей кыргызского кино и национальная кинопремия «Ак-Илбирс»..
Современные режиссёры: Актан Арын-Кубат («Бешкемпир», «Рай для мамы», «Свет Аке»), Эрнест Абдыжапаров («Сельская управа», «Светлая прохлада»), Садык Шер-Нияз («Парз», «Курманжан Датка»).